# Kościół św. Mikołaja w Kaczorowie
Kościół św. Mikołaja w Kaczorowie – rzymskokatolicki kościół parafialny parafii św. Mikołaja, znajdujący się w Kaczorowie w dekanacie Bolków w diecezji świdnickiej.
Kościół wzmiankowany w 1311 r., obecny wzniesiony pod koniec XV w., przebudowany w XVIII w. Orientowany jednonawowy z trójbocznie zakończonym, niewydzielonym prezbiterium i wieżą od zachodu. We wnętrzu na uwagę zasługują m.in.: ołtarz główny z XVIII w., sakramentarium, gotyk z XV w., rzeźby drewniane, barokowe z XVIII w., renesansowe nagrobki oraz dzwon spiżowy z 1929 r. i witraż Chrystus błogosławiący z 1904, dzieło Instytutu Witrażowego Adolpha Seilera.